# Le Lion (La Fontaine)
Pour les articles homonymes, voir Lion (homonymie) et Lion.
Le Lion est la première fable du livre XI de Jean de La Fontaine situé dans le second recueil des Fables de La Fontaine, édité pour la première fois en 1678.

## Texte de la fable
Sultan Léopard autrefois

Eut, ce dit-on, par mainte aubaine,

Force bœufs dans ses prés, force Cerfs dans ses bois,

Force moutons parmi la plaine.

Il naquit un Lion dans la forêt prochaine.

Apres les compliments et d’une et d’autre part,

Comme entre grands il se pratique,

Le Sultan fit venir son Vizir le Renard,

Vieux routier et bon politique.

Tu crains, ce lui dit-il, Lionceau mon voisin :

Son père est mort, que peut-il faire ?

Plains plutôt le pauvre orphelin.

Il a chez lui plus d’une affaire ;

Et devra beaucoup au destin

S’il garde ce qu’il a sans tenter de conquête.

Le Renard dit branlant la tête :

Tels orphelins, Seigneur, ne me font point pitié :

Il faut de celui-ci conserver l’amitié,

Ou s’efforcer de le détruire,

Avant que la griffe et la dent

Lui soit crue, et qu’il soit en état de nous nuire :

N’y perdez pas un seul moment.

J’ai fait son horoscope : il croîtra par la guerre.

Ce sera le meilleur Lion

Pour ses amis qui soit sur terre,

Tâchez donc d’en être, sinon

Tâchez de l’affaiblir. La harangue fut vaine.

Le Sultan dormait lors ; et dedans son domaine

Chacun dormait aussi, bêtes, gens ; tant qu’enfin

Le Lionceau devient vrai Lion. Le tocsin

Sonne aussitôt sur lui ; l’alarme se promène

De toutes parts ; et le Vizir,

Consulté là-dessus dit avec un soupir :

Pourquoi l’irritez-vous ? La chose est sans remède.

En vain nous appelons mille gens à notre aide.

Plus ils sont, plus il coûte ; et je ne les tiens bons

Qu’à manger leur part des moutons.

Apaisez le Lion : seul il passe en puissance

Ce monde d’alliés vivant sur notre bien :

Le Lion en a trois qui ne lui coûtent rien,

Son courage, sa force, avec sa vigilance.

Jetez-lui promptement sous la griffe un mouton :

S’il n’en est pas content jetez-en davantage.

Joignez-y quelque bœuf : choisissez pour ce don

Tout le plus gras du pâturage.

Sauvez le reste ainsi. Ce conseil ne plut pas,

Il en prit mal, et force états

Voisins du Sultan en pâtirent :

Nul n’y gagna ; tous y perdirent.

Quoi que fît ce monde ennemi,

Celui qu’ils craignaient fut le maître.

Proposez-vous d’avoir le Lion pour ami

Si vous voulez le laisser craître.
— Jean de La Fontaine, Fables de La Fontaine, Le Lion, texte établi par Jean-Pierre Collinet, Fables, contes et nouvelles, Gallimard, « Bibliothèque de la Pléiade », 1991, p. 425